# 瑞士国家银行
瑞士国家银行（英語：Swiss National Bank）是瑞士的中央银行，负责瑞士的货币政策以及瑞士法郎的发行。
瑞士国家银行是一个特别管理的股份制公司。约55%的股份是由公共机构掌握，例如州或州银行。剩下的股份则在交易所上市交易，主要为个体投资者拥有。瑞士联邦并没有其股份。

## 政策利率
瑞士國家銀行通過設定政策利率以執行貨幣政策，並保持有擔保的有擔保的短期瑞士法郎在貨幣市場的利率接近瑞士央行的政策利率。
| 日期           | 政策利率 | 轉變   | 資料來源 |
| -------------- | -------- | ------ | -------- |
| 2022年6月17日  | −0.25%   | +0.50% | [ 2 ]    |
| 2022年9月23日  | 0.50%    | +0.75% | [ 3 ]    |
| 2022年12月16日 | 1.00%    | +0.50% | [ 4 ]    |
| 2023年3月23日  | 1.50%    | +0.50% | [ 5 ]    |
| 2023年6月22日  | 1.75%    | +0.25% | [ 6 ]    |